# Surak
Surak è un personaggio immaginario dell'universo fantascientifico di Star Trek. Surak appare in un episodio della serie classica, dove viene interpretato da Barry Atwater, e in un episodio di Star Trek: Enterprise, dove viene interpretato da Bruce Gray. Surak è un profeta vulcaniano, considerato il padre del popolo vulcaniano e della cultura vulcaniana, artefice della disciplina della pura logica. Appare inoltre in alcuni romanzi del franchise.

## Storia del personaggio
È il filosofo più importante nella storia del pianeta Vulcano. Attorno all'anno terrestre 350 d.C. inizia a predicare una filosofia non-violenta basata sulla logica e il ferreo controllo delle emozioni, unico modo, secondo lui, di salvare i Vulcaniani dall'auto-annientamento; a quell'epoca, infatti, i Vulcaniani erano una razza violenta reduce da una guerra globale nella quale erano state impiegate armi nucleari. L'impatto della dottrina di Surak è totale sulla società vulcaniana, e determina l'inizio di quella che verrà ricordata come l'Era del Risveglio.
Alcuni gruppi di Vulcaniani, tuttavia, rifiutano la filosofia di Surak e abbandonano Vulcano a bordo di primitive navi stellari. Uno di questi gruppi, chiamato I Figli del Rapace, colonizzato un pianeta chiamato Romulus, riemergerà dopo molti anni a capo di un potente Impero Stellare.
Secondo la leggenda, Surak muore sul monte Seleya, dopo aver raccolto tutti i suoi insegnamenti in un manufatto chiamato Kir'Shara. Col passare dei secoli, il Kir'Shara viene perduto e dalla scuola originaria creata da Surak si sviluppano diverse correnti di pensiero anche molto diverse tra loro, ognuna delle quali afferma di seguire l'autentico insegnamento del Padre della Logica. I discepoli di Surak, inoltre, alla sua morte salvano il suo katra, l'essenza della sua mente (un concetto molto simile a quello dell'anima).
Verso la metà del XXII secolo, il katra di Surak viene trovato da Syrran, leader di un movimento chiamato Syrranniti (dal suo stesso nome), considerato radicale dal governo vulcaniano e che si nasconde nella Fornace, il più grande deserto di Vulcano. I Syrranniti sono sulle tracce del Kir'Shara, col quale intendono introdurre importanti cambiamenti nella società vulcaniana, che ritengono abbia perso la strada indicata da Surak 1800 anni prima. Nel 2154, V'Las, capo dell'Alto Comando di Vulcano, organizza un attentato all'Ambasciata Terrestre del pianeta e fa ricadere la colpa sui Syrranniti, ma questi, grazie all'intervento del Capitano Jonathan Archer, riescono a trovare il Kir'Shara e a divulgarne il contenuto. Gli studi sul manufatto iniziano a riformare la società vulcaniana, avviando un grande periodo di riforme.
Il katra di Surak, dopo essere rimasto nella mente di Archer per quattro giorni, viene trasmesso ad un sacerdote Vulcaniano.

## Interpreti
Il personaggio di Surak viene interpretato per la prima volta dall'attore statunitense Barry Atwater, che lo interpreta nell'episodio Sfida all'ultimo sangue (The Savage Curtain, 1969) della terza stagione della serie televisiva Star Trek, dove in realtà si tratta di un avatar creato dagli Excalibiani e messo a combattere da costoro assieme ad Abraham Lincoln, Spock e James T. Kirk, contro Gengis Khan, il colonnello Phillip Green (un "cattivo" terrestre del futuro), la Tiburoniana Zora e il Klingon Kahless, per comprendere la differenza tra "bene" e "male".
Nell'edizione in lingua italiana dell'episodio, Surak viene doppiato da Orlando Mezzabotta.
La seconda apparizione televisiva di Surak, viene interpretata dall'attore canadese di natali portoricani Bruce Gray, che lo impersona nell'episodio Risvegli (Awakening, 2004), della quarta stagione della serie televisiva Star Trek: Enterprise. Qui Surak appare in forma di katra, che viene trasportato dal leader dei Syranniti, Syrran, che, prima di morire, lo trasmette al capitano Archer. Archer ha la possibilità così di incontrare e parlare con Surak nella propria mente, prima di trasmettere a sua volta il katra a T'Pau.

## Filmografia
- Star Trek – serie TV, episodio 3x22 (1969)
- Star Trek: Enterprise – serie TV, episodio 4x08 (2004)

## Libri (parziale)

### Romanzi
- (EN) J.M. Dillard, Surak's Soul, collana Star Trek: Enterprise, n. 5, New York, Pocket Books, 2003, ISBN 0743462807.

## Videogiochi
- Star Trek Timelines (2020)